# الكافوري
الكافوري منطقة سكنية وصناعية تقع في حي أول العامرية بمحافظة الإسكندرية في مصر على تقاطع طريق الكافوري برج العرب مع طريق القاهرة الإسكندرية الصحراوي، تضم العديد من المساكن الشعبية وكذلك المنطقة الحرة العامة بالإسكندرية وبعض المصانع والمخازن.